# Thái Trinh
Nguyễn Thị Thái Trinh (sinh ngày 9 tháng 9 năm 1993), thường được biết đến với nghệ danh Thái Trinh, là một nữ ca sĩ người Việt Nam.

## Tiểu sử
Thái Trinh sinh ra tại thành phố Hồ Chí Minh. Cô được công chúng biết đến lần đầu tiên qua các video cover The Show - Lenka, I'm Yours - Jason Mraz, Love Me Tender - Elvis Presley được chia sẻ phổ biến rộng rãi trên nền tảng Youtube vào đầu năm 2010 và trở thành hiện tượng mạng.

## Sự nghiệp
Với giọng nữ cao khá lạ, thanh thoát, cách xử lí nhẹ nhàng tinh tế, Thái Trinh để lại nhiều ấn tượng cho người yêu nhạc. Ngoài ra với khả năng chơi nhạc cụ điêu luyện, Thái Trinh in đậm dấu ấn trong lòng khán giả bằng hình ảnh cô bé cầm đàn guitar hát nghêu ngao đầy mộc mạc, giản dị và mang một năng lượng tươi mới đầy lạc quan. Những ca khúc pop ballad nhẹ nhàng là thế mạnh của Thái Trinh. Ngoài guitar, Thái Trinh cũng có khả năng chơi đàn piano khá thuần thục khi biểu diễn.
Với khả năng sáng tác tốt, năm 18 tuổi Thái Trinh sáng tác ca khúc "Đứng Yên", cô mang ca khúc này đến chương trình Bài Hát Việt và đoạt ba giải thưởng: "Bài hát của tháng" (tháng 11 năm 2011), "Nhạc sĩ hoà âm phối khí hiệu quả" và "Ca sĩ thể hiện xuất sắc nhất" tại liveshow Bài Hát Việt tháng 12.
Năm 2012, Thái Trinh tham gia chương trình Giọng Hát Việt mùa 1, cô chọn vào đội huấn luyện viên Hồ Ngọc Hà và gây ấn tượng mạnh với khán giả, trước khi bị loại một cách bất ngờ trong liveshow thứ 6.
Ngoài ra, Thái Trinh còn tham gia các gameshow như Cặp Đôi Hoàn Hảo mùa 2, cùng đội với MC Phan Anh và bị loại tại liveshow 4 (2014), gameshow truyền hình Tuyệt Đỉnh Tranh Tài mùa 2 (2015).
Sau khi bị loại khỏi chương trình Giọng Hát Việt, Thái Trinh ra mắt single đầu tiên "Cười Lên Em" do chính cô sáng tác. Một số những ca khúc tự sáng tác khác của Thái Trinh cũng nhận được sự yêu mến của khán giả, như "Hai Chúng Ta", "Một Ngày Đẹp Trời Em Yêu Anh", "Trở Về Đêm Cuối Năm". Đặc biệt là "Saigon Lullaby" được Thái Trinh sáng tác dành tặng cho thành phố Hồ Chí Minh vào thời điểm nơi đây đang là tâm điểm nóng nhất của dịch bệnh Covid-19 năm 2021.
Được biết đến là nghệ sĩ đa năng có khả năng diễn xuất, Thái Trinh cũng tham gia bộ phim "Glee Việt Nam" được chuyển thể từ series phim nổi tiếng "Glee". Trong Glee Việt Nam cô vào vai Tường Vân, ở phiên bản gốc là vai diễn "Tina Cohen" do Jenna Ushkowitz thủ vai.
Năm 2020, cô ra mắt digital album đầu tiên, mang tên "Trinh Acoustic", với nhiều ca khúc gần gũi giai đoạn Làn Sóng Xanh những năm 2000, có thể kể đến như Khi Giấc Mơ Về (Đức Trí), Một Ngày Mùa Đông (Bảo Chấn), Phố Xa (Lê Quốc Thắng).
Bên cạnh những sáng tác của bản thân và ra mắt các MV trong sự nghiệp, Thái Trinh vẫn tiếp tục nhận được phản hồi tích cực từ khán giả qua các ca khúc cover bằng nhiều thứ tiếng như tiếng Trung, tiếng Nhật, tiếng Anh, Pháp, Hàn...

## Đời tư
Vào ngày 7 tháng 12 năm 2024, Thái Trinh kết hôn với bạn trai doanh nhân là Thái Minh, kém cô 6 tuổi.

## Danh sách đĩa nhạc

### Bài hát và Video Âm Nhạc
| Năm  | Tựa Đề                                                 | Sáng tác                       | Hình thức sản xuất | Chú Thích            |
| ---- | ------------------------------------------------------ | ------------------------------ | ------------------ | -------------------- |
| 2011 | Đứng Yên                                               | Thái Trinh                     | Single, MV         | [ 9 ]                |
| 2011 | Là Con Gái Thật Tuyệt                                  | Lê Cát Trọng Lý                | Single             | [ 10 ]               |
| 2012 | Cười Lên Em                                            | Thái Trinh                     | Single, MV         | [ 7 ] [ 11 ]         |
| 2013 | Những Ngày Yêu                                         | Nguyễn Đức Cường               | Single             | [ 12 ]               |
| 2014 | Đôi Lần Em Nghĩ                                        | Tiên Cookie                    | Single             | [ 13 ]               |
| 2014 | Nhớ Lại                                                | Hoàng Rapper                   | Single, MV         | [ 14 ]               |
| 2014 | Dừng Một Ngày Để Yêu                                   | Tuệ Trịnh                      | Single, MV         | [ 15 ]               |
| 2015 | Một Ngày Đẹp Trời Em Yêu Anh                           | Thái Trinh                     | Single             | [ 16 ]               |
| 2016 | Làm Điều Mình Yêu                                      | Lê Cát Trọng Lý                | Single             | [ 17 ]               |
| 2016 | Bỏ Lại Phía Sau                                        | Dương Khắc Linh                | Single             | [ 18 ]               |
| 2016 | Có Lẽ                                                  | Dương Khắc Linh                | Single             | [ 19 ]               |
| 2016 | Is It Love?                                            | Dương Khắc Linh                | Single, MV         | [ 20 ]               |
| 2016 | Dành Cho Anh                                           | Dương Khắc Linh                | Single             | [ 21 ]               |
| 2016 | Cạn Cả Nước Mắt                                        | Karik                          | Single             | [ 22 ]               |
| 2016 | Trở Về Đêm Cuối Năm                                    | Thái Trinh                     | Single             | [ 23 ]               |
| 2017 | Hai Chúng Ta                                           | Thái Trinh                     | Single, MV         | [ 24 ]               |
| 2017 | Ai Ngờ Ta Còn Thương                                   | Karik                          | Single             | [ 25 ]               |
| 2017 | Soy Secretz - Lợi Ích Tuyệt Vời, Mỗi Ngày Thêm Rạng Rỡ | Huỳnh Hiền Năng                | MV                 | [ 26 ]               |
| 2019 | Ai Sẽ Thay Em Yêu Lại Anh                              | Mai Fin                        | Single, MV         | [ 27 ]               |
| 2020 | "Trinh Acoustic"                                       | Nhiều nhạc sĩ                  | Single, MV         | [ 28 ] [ 29 ] [ 29 ] |
| 2021 | "Trinh Acoustic 2"                                     | Nhiều nhạc sĩ                  | Live Music Videos  | [ 30 ]               |
| 2021 | La La La                                               | KureiYuki's (クレイユーキーズ) | Single             | [ 31 ]               |
| 2021 | Saigon Lullaby                                         | Thái Trinh                     | Single, MV         | [ 32 ] [ 33 ]        |
| 2021 | Vĩnh Viễn Thuộc Về Anh                                 | Hamlet Trương                  | MV                 |                      |
| 2022 | Rainy Blue (remake)                                    | Hideaki Tokunaga (德永 英明)   | Single             | [ 34 ]               |
| 2022 | Rạng Ngời Vẻ Đẹp Không Tuổi (cover)                    | Nguyễn Hải Phong, Bùi Công Nam | MV                 | [ 35 ]               |
| 2024 | Có Anh Là Nhà                                          | Thái Trinh                     |                    |                      |

### Trinh Acoustic

#### Season 1
| Năm  | Ca khúc               | Tác giả                          | Chú thích     |
| ---- | --------------------- | -------------------------------- | ------------- |
| 2020 | Khi Giấc Mơ Về        | Đức Trí                          | [ 29 ] [ 36 ] |
| 2020 | Một Ngày Mùa Đông     | Bảo Chấn                         | [ 29 ] [ 36 ] |
| 2020 | Phố Xa                | Lê Quốc Thắng                    | [ 29 ] [ 36 ] |
| 2020 | Nếu Như               | Đức Trí                          | [ 29 ] [ 36 ] |
| 2020 | Với Anh               | nhạc ngoại - lời Việt: Trần Tiến | [ 29 ] [ 36 ] |
| 2020 | Để Dành               | Nguyễn Xinh Xô                   | [ 29 ] [ 36 ] |
| 2020 | Ngồi Hát Ca Bềnh Bồng | Quốc Bảo                         | [ 29 ] [ 36 ] |

#### Season 2
| Năm  | Ca khúc                        | Tác giả               | Chú thích |
| ---- | ------------------------------ | --------------------- | --------- |
| 2021 | Muộn Màng Là Từ Lúc            | Đức Trí               | [ 30 ]    |
| 2021 | Xin Lỗi                        | Hồ Tiến Đạt           | [ 30 ]    |
| 2021 | Cafe Một Mình                  | Phương Thảo - Ngọc Lễ | [ 30 ]    |
| 2021 | Tôi Thấy Hoa Vàng Trên Cỏ Xanh | Châu Đăng Khoa        | [ 30 ]    |
| 2021 | Có Một Mùa Hè                  | Phạm Toàn Thắng       | [ 30 ]    |
| 2021 | Bức Thư Tình Thứ Hai           | Đỗ Bảo                | [ 30 ]    |
| 2021 | Mong Manh Tình Về              | Đức Trí               | [ 30 ]    |

## Phim / Chương Trình Truyền Hình tham gia

### Phim
| Năm  | Tên phim      | Vai diễn  | Đơn vị sản xuất | Chú thích  |
| ---- | ------------- | --------- | --------------- | ---------- |
| 2017 | Glee Việt Nam | Tường Vân | BHD             | Web series |

### Chương trình truyền hình
| Năm  | Chương trình               | Vai trò                                                  | Mùa/Tập                | Kênh    | Chú thích                                                                                                 |
| ---- | -------------------------- | -------------------------------------------------------- | ---------------------- | ------- | --- |
| 2011 | Bài Hát Việt               | Nghệ sĩ dự thi                                           | Liveshow tháng 11/2011 | VTV3    | top 20 |
| 2012 | The Voice - Giọng Hát Việt | Thí sinh dự thi                                          | Mùa 1                  | VTV3    | Đội Huấn luyện viên Hồ Ngọc Hà                                                                            |
| 2013 | Cặp Đôi Hoàn Hảo           | Nghệ sĩ dự thi                                           | Mùa 2                  | VTV3    | đội MC Phan Anh                                                                                           |
| 2014 | Đèn Xanh Cho Tình Bạn      | Khách mời                                                |                        | Yeah1TV | |
| 2015 | Tuyệt Đỉnh Tranh Tài       | Nghệ sĩ dự thi                                           | Mùa 2                  | VTV3    | |
| 2016 | Một Trăm Triệu Một Phút    | Khách mời                                                | Tập 21                 | VTV3    | |
| 2017 | Mặt Nạ Ngôi Sao            | Nghệ sĩ dự thi - bí danh "Bánh Ngon Lắm Mời Thưởng Thức" | Tập 3                  | HTV7    | Tình Về Nơi Đâu - ft. Ngọc Ánh Idol (Ông Già Đội Nón) Cô Gái Vót Chông I dreamed a dream - Les Miserables |
| 2017 | Sàn Đấu Ca Từ              | Khách mời                                                | Tập 12                 | HTV7    | |
| 2017 | Giọng Ải Giọng Ai          | Khách mời                                                | Mùa 1 - Tập 14         | HTV7    | |
| 2017 | Một Trăm Triệu Một Phút    | Khách mời                                                | Tập 102                | VTV3    | |
| 2018 | Nhanh Như Chớp             | Khách mời                                                | Mùa 1 - Tập 7          | HTV7    | |
| 2018 | Phiên Toà Tình Yêu         | Khách mời                                                | Tập 9                  | HTV2    | |
| 2020 | Nhanh Như Chớp             | Khách mời                                                | Mùa 3 - Tập 10         | HTV7    | |
| 2020 | Một Trăm Triệu Một Phút    | Khách mời                                                | Tập 253                | VTV3    | |
| 2021 | Một Trăm Triệu Một Phút    | Khách mời                                                | Tập 300                | VTV3    | |
| 2022 | Muốn Ăn Phải Lăn Vào Bếp   | Khách mời                                                | Mùa 4 - Tập 11         | N/A     | |
| 2022 | Vừa Đi Vừa Hát             | Khách mời                                                | Tập 2                  | HTV7    | |
| 2022 | Thời Tới Rồi               | Khách mời                                                | Tập 9                  | HTV7    | |
| 2023 | Lạ Lắm À Nha               | Nhân vật bí ẩn                                           | Mùa 2 - Tập 6          | VTV3    | |
| 2023 | Chị đẹp đạp gió rẽ sóng    | Nghệ sĩ dự thi                                           | Mùa 1                  | VTV3    | Bị loại ở Công diễn 2                                                                                     |
| 2024 | Góc nhỏ thanh xuân         | Khách mời                                                |                        | VTV9    | |

## Giải thưởng & đề cử
| Năm  | Giải thưởng         | Hạng mục                          | Đề cử cho | Kết quả   |
| ---- | ------------------- | --------------------------------- | --------- | --------- |
| 2011 | Bài Hát Việt        | Bài hát của tháng                 | Đứng Yên  | Đoạt giải |
| 2012 | Apollo English Idol | Không có                          | Bản thân  | Giải Nhất |
| 2012 | Bài Hát Việt        | Nhạc sĩ phối khí hiệu quả         | Đứng Yên  | Đoạt giải |
| 2012 | Bài Hát Việt        | Ca sĩ thể hiện xuất sắc nhất      | Bản thân  | Đoạt giải |
| 2015 | Yan Vpop 20         | Top 20 nghệ sĩ xuất sắc nhất 2015 | Bản thân  | Đoạt giải |